# 泉村 (愛知県)
泉村（いずみむら）は、愛知県渥美郡にあった村である。
1955年に合併で渥美町となり、現在は田原市の一部である。
旧・渥美町の北東部に位置し、三河湾に面する。

## 沿革
- 江戸時代末期、この地域は田原藩領、野村藩領、旗本領などであった。
- 1889年（明治22年）10月1日 - 宇津江村、江比間村、八王子村、馬伏村、伊川津村、石神村、村松村が合併し発足。
- 1955年（昭和30年）4月15日 - 福江町、伊良湖岬村と合併し、渥美町となる。
- 2005年（平成17年）10月1日 - 渥美町が田原市に編入される。

## 教育
- 泉村立泉中学校（現・田原市立泉中学校）
- 泉村立泉小学校（現・田原市立泉小学校）
- 東京大学農学部伊川津水産実験所[1]

## 交通機関
- 軍事上の重要路線として、渥美電鉄渥美線の鉄道省による延長計画により、泉村内に江比間駅の設置が予定され、実際に測量まで行われた。しかし、太平洋戦争の物資不足で工事は中断。未成線となっている。